# اندیس کوه کلاته
کوه کلاته یک اندیس فلزی است که در حوالی شهر کهنوج استان هرمزگان قرار دارد و مادهٔ معدنی موجود در آن، مس است.  